# Tarkhoun

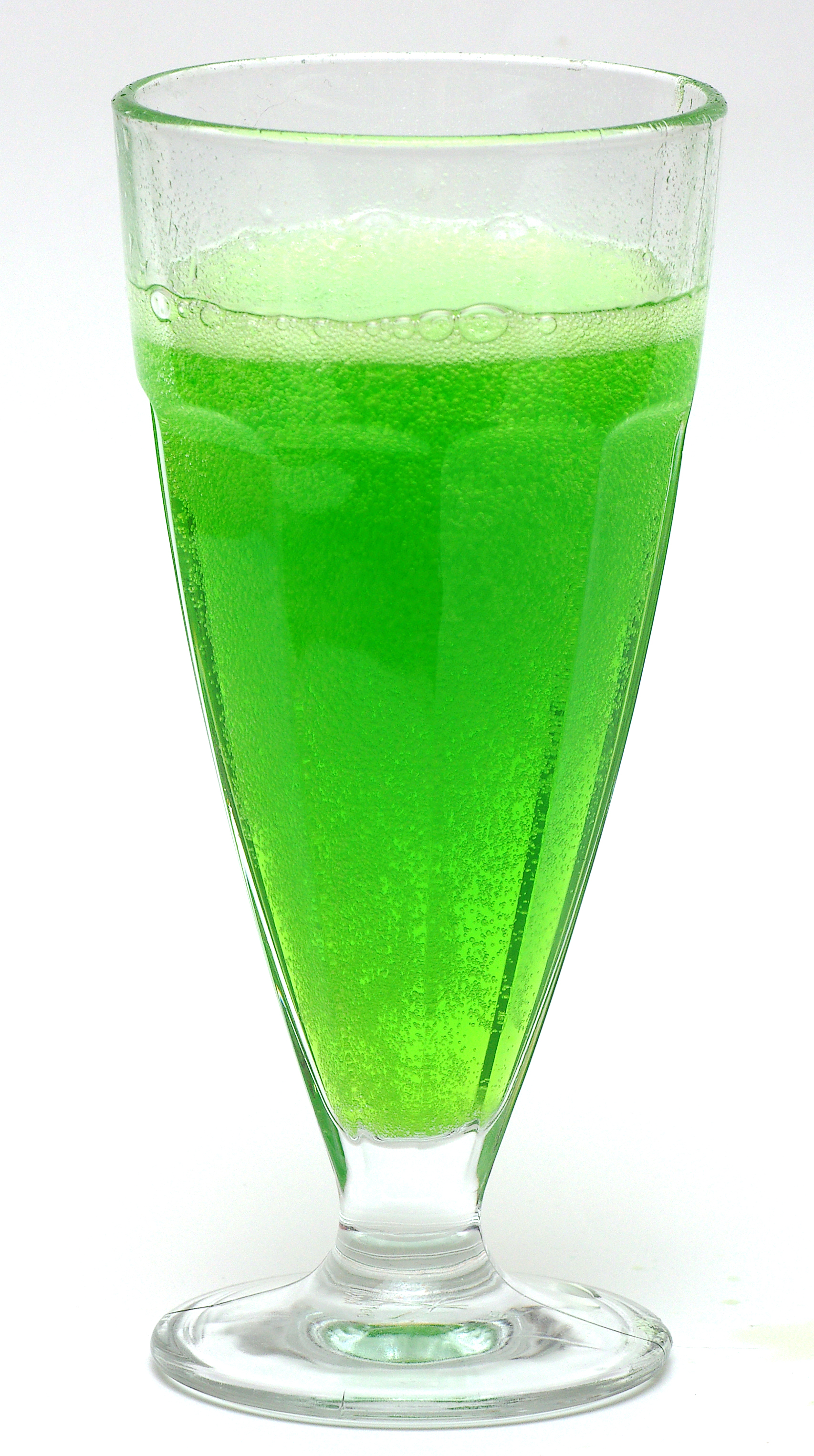
Tarkhoun

Le Tarkhoun («ტარხუნა») est un soda non alcoolisé de couleur verte, préparé à base d'eau, d'acide citrique, de sucre et d'extrait d'estragon.

## Historique
La recette a été inventée à Tbilissi en 1887 par le pharmacien Mitrofan Laguidze (ru), qui a eu l'idée d'ajouter de l'eau gazeuse à un sirop d'extraits d'estragon (dont une des transcriptions en Russe est "тархун" et en Géorgien "ტარხუნა" - tarkhoun, ce qui a donné son nom à la boisson). Le but initial de la boisson était de constituer un remède contre les maux de digestion. Jusqu'à la Première Guerre mondiale, l'invention de Laguidze n'a pas été remarquée.

## Statut comme nom de marque
En Estonie, le Ministère de l'Économie et des Communications a déterminé en 2006 que le tarkhoun est le nom d'une boisson et ne peut être utilisé comme nom de marque[réf. nécessaire].
En 2014, Ryan Wood a acquis les droits pour l'utilisation du nom "Tarkhoun" comme nom de marque aux États-Unis[réf. nécessaire].

## Commercialisation
La première commercialisation massive du tarkhoun en Union Soviétique a eu lieu en 1981. Un lot d'essai a été vendu sur le territoire du Jardin botanique de Moscou dans des bouteilles standardisées d'une contenance de 33 cl. Par la suite, la formule a été transférée à l'industrie agroalimentaire, et à partir de 1983, le Tarkhun a été vendu à travers toutes les républiques et régions administratives de l'URSS.
Le tarkhoun est parfois commercialisé sous le nom d'« eau de Laguidze ».

### Producteurs
Différentes compagnies commercialisent le tarkhoun, dont :
- Natakhtari (ნატახტარი),,
- Rosinka,
- Boissons de Tchernogolovka (ru),
- Boissons d'Ostankinsk,
- Wostok (ru),
- Eaux de Laguidze.

## Couleur verte
Le tarkhoun produit à partir d'extraits d'estragon a normalement une couleur jaune ; il est alors commun de le vendre dans des bouteilles vertes en accord avec les habitudes de consommation. Initialement, du vert malachite, dont la toxicité est aujourd'hui connue, était utilisé pour obtenir la couleur verte. De nos jours, cependant, le tarkhoun est dans la plupart des cas produit à l'aide des colorants alimentaires E102 (jaune) et E133 (bleu). Pourtant, des versions totalement naturelles sont encore commercialisées, comme celle de la marque de limonade allemande Wostok (de).